# Ariel 1
O Ariel 1, também conhecido como UK-1 e S-55, foi o primeiro satélite do Programa Ariel, na verdade, foi também, o 
primeiro satélite britânico.
Lançado em 26 de abril de 1962, por um foguete Thor-Delta, a partir do Centro de lançamento de Cabo Canaveral, 
fez do Reino Unido, a terceira nação a operar um satélite, depois da União Soviética e dos Estados Unidos.
Ele foi construído pela NASA, sob um acordo político negociado entre 1959 e 1960.